# WASP-180
WASP-180 — двойная звезда в созвездии Гидры на расстоянии приблизительно 809 световых лет (около 248 парсек) от Солнца. Возраст звезды определён как около 1,22 млрд лет.
Вокруг звезды обращается, как минимум, одна планета.

## Характеристики
Первый компонент (WASP-180A, TOI-966) — жёлто-белая звезда спектрального класса F7V. Видимая звёздная величина звезды — +10,682m. Масса — около 1,22 солнечной, радиус — около 1,19 солнечного, светимость — около 2,067 солнечной. Эффективная температура — около 6159 K.
Второй компонент (WASP-180B) — жёлтый карлик спектрального класса G. Видимая звёздная величина звезды — +12,041m. Масса — около 1,07 солнечной, радиус — около 1 солнечного, светимость — около 0,978 солнечной. Эффективная температура — около 5508 K. Удалён на 4,9 угловой секунды (в среднем около 1265 а.е.).

## Планетная система
В 2019 году группой астрономов, работающих в рамках программы SuperWASP, было объявлено об открытии планеты WASP-180 A b.